# Horváthertelend
Horváthertelend es un pueblo ubicado en el distrito de Szigetvár, en el condado de Baranya, Hungría.

## Superficie
Posee una superficie de 5,360 kilómetros cuadrados.

## Demografía
Hasta 2019 la población era de 39 habitantes, con una densidad de población de 7,276 habitantes por kilómetro cuadrado.